# Charles de Machault d'Arnouville
Charles Henri Louis de Machault d'Arnouville (1747-1830), dit le « chevalier de Machault » (avant 1773), puis le « comte d'Arnouville » (1773-1830), est un militaire et un parlementaire français.

## Biographie
Né à Paris le 22 avril 1747, il est le troisième fils de Jean-Baptiste de Machault d'Arnouville, contrôleur général des finances, Garde des sceaux de France du Roi Louis XV, et de Geneviève Louise Rouillé du Coudray (1717-1794).
Il embrasse la carrière des armes et devient colonel du régiment de Languedoc-Dragons en 1780, succédant à son frère Armand, nommé maréchal de camp.
En 1788, il est, à son tour, promu maréchal de camp. A la Révolution, il n'émigre pas.
Il fut emprisonné avec son père et son frère Armand à la prison des Madelonettes de mai à septembre 1794 puis il fut transféré avec son frère à la maison Montprin. Les deux frères recouvrèrent la liberté en novembre 1794.
Lors de leur retour à Paris après les cent-jours, Louis XVIII et les princes firent étape dans son château d'Arnouville.
Le 17 août 1815, à la seconde Restauration, il est fait pair de France, puis comte-pair héréditaire sur promesse d'institution d'un majorat de pairie, par lettres patentes du 14 avril 1818.
Il siège discrètement à la chambre des pairs jusqu'à sa mort, quelques mois avant la Révolution de 1830. il est aussi gentilhomme de la chambre du Roi et chevalier de Saint-Louis.
Il est inhumé dans la chapelle familiale au cimetière d'Arnouville.

### Mariage et descendance
En 1773, il épouse Angélique Elisabeth Jeanne de Baussan (1752-1813), fille d'Alexandre de Baussan, maître des requêtes décédé à 28 ans en 1755, et de sa cousine germaine Marie Françoise de Baussan. Mlle de Baussan est l'héritière du château de Thoiry. Ils eurent au moins trois enfants nés sur la paroisse parisienne de Saint-Nicolas des Champs :
- Angélique Jeanne Marie de Machault d'Arnouville (Paris, 15 mars 1774 - 1822), mariée en 1788 avec Louis Jean-Baptiste François de la Forest (1757 -1807) ;
- Geneviève Françoise Aglaé de Machault d'Arnouville (Paris, 1er janvier 1776 - château d'Arnouville, 2 décembre 1869), mariée en 1803 avec Gaspard Marie Victor, comte de Choiseul d'Aillecourt (1779-1835), dont postérité ;
- Angélique Madeleine Caroline de Machault d'Arnouville (Paris, 21 juillet 1778 - château de Moyenneville, 3 novembre 1854), mariée en 1806 avec Marie François Joseph Raoul Le Roy, marquis de Valanglart, chevalier de Saint-Louis (1771-1848), dont postérité ;
- Eugène de Machault d'Arnouville, pair de France héréditaire, il ne siège pas après la mort de son père, dernier descendant mâle de cette branche (Paris, 12 juillet 1785 - château de Thoiry, 3 mai 1867), marié en 1807 avec Marie Marguerite Justine Ernestine de Vasselot d'Annemarie (1788-1844), dont une fille unique[5] :
  - Marie Marguerite Henriette de Machault d'Arnouville (1808 - château de Thoiry, 1er septembre 1864), mariée en 1826 avec Léonce Louis Melchior, comte de Vogüé, dont postérité.